# 올라프 톤
올라프 톤 (Olaf Thon, 1966년 5월 1일 ~) 은 독일의 은퇴한 축구 선수이자 축구 지도자이다.
현역 시절 주로 중앙 미드필더로 활약하던 그는, 19년 동안 FC 샬케 04와 FC 바이에른 뮌헨에서 활약하였고, 500번이 넘는 경기에 출전하여 100골을 득점하였다. 교수 (The Professor) 라는 별명을 가진 그는 50번 이상 독일 국가대표팀 일원으로 출전하였다.

## 클럽 경력
톤은 불과 17세의 나이에 지역 강호 FC 샬케 04에서 데뷔하였다. 그는 즉시 팀의 전력감이 되었는데, 38경기 14골을 기록하며 겔젠키르헨 팀이 2. 분데스리가에 있던 팀을 1984년에 2위로 분데스리가로 승격시켰다. 또한 같은 시즌에 그는 FC 바이에른 뮌헨과의 DFB-포칼 준결승전에서 해트트릭을 기록하여 6-6의 극적 무승부를 기록하였다. 그러나, 재경기에서 바이에른에 패한 샬케는 탈락하였다.
1984년 8월 24일, 톤은 1-3으로 패한 보루시아 묀헨글라트바흐전에서 첫 출전을 기록하였다. 1984-85 시즌부터 3시즌동안, 그의 득점은 단 한번만 한자리수 득점을 득점하였고, 거의 대부분의 경기에 출전하였다.
1988년 여름, 독일 거함 FC 바이에른 뮌헨은 FC 인테르나치오날레 밀라노로 떠난 로타어 마테우스를 대체하기 위해 톤을 영입하였다. 그는 첫 시즌에 32경기 출장 8득점을 기록하였고, 팀의 리그 우승에 힘을 보탰고, 그 다음시즌에도 같은 기록을 세우며 2연패에 도움을 주었다.
1994년, 바이에른과 1993-94 시즌 우승을 경험한 후, 28세의 나이에 친정팀 샬케로 복귀하였다. 당시 그는 시즌 대부분 기간 동안 부상에 시달렸고, 바이에른에 복귀한 마테우스한테 밀려 있었다. 그는 친정팀 복귀 이후, 주로 스위퍼로 기용되었고, 3번째 시즌에 팀의 UEFA컵 우승에 도움을 주었다. 샬케는 인테르와 합계 1-1로 무승부를 거둔 후 승부차기 끝에 우승을 거두었으나, 리그에서는 12위에 그쳤다.
말년에 톤은 장기적인 부상을 자주 당하였고, 2000-01 시즌과 2001-02 시즌, 두 시즌동안에는 9경기 출장에 그쳤다. 2002년 6월, 그는 36세의 나이로 은퇴하였는데, 당시 그는 443 경기 출장, 82골 득점을 기록했었다. 이후, 그는 2009년 8월까지 샬케의 마케팅 매니저로 일하였다.
2010년 2월 1일, 톤은 VfB 휠스의 감독이 계약하였고, 4월 3일에 감독직을 시작하였다.

## 국가대표팀 경력
1984년 12월 16일 그는 몰타와의 1986년 FIFA 월드컵 예선전에서 후반전에 교체 투입되어 독일 국가대표팀 (당시 서독) 첫 출전을 하였고, 팀은 3-2 승리를 거두었다.
이후, 그는 FIFA 월드컵에 3번 출전하였고, 이중 이탈리아에서 열린 1990년 FIFA 월드컵에서는 우승을 거두었다. 그는 콜롬비아전에서 6분 출전 (1-1 무승부) 에 그친 뒤, 잉글랜드와의 준결승전에서 풀타임으로 출전하였고, 승부차기 키커로 나서 킥을 성공시켰다. (연장전 후 1-1 무승부, 승부차기에서 4-3 승리)
그 외에도 톤은 홈그라운드에서 열린 UEFA 유로 1988에도 출전하였고, 조별리그 덴마크전에서 진귀한 헤딩골을 성공시켰다. (2-0 승리) 서독은 이 대회에서 준결승전까지 진출하였다. 부상 혹은 베르티 포크츠 국가대표팀 감독과의 마찰로 톤은 1994년 FIFA 월드컵, UEFA 유로 1992, UEFA 유로 1996에 참가하지 못하였고, 14년 아들러 마크를 다는 동안 52경기에 출전하여 3골을 득점하였다.

## 수상

### 클럽
- UEFA컵: 1996–97
- 푸스발-분데스리가: 1988–89, 1989–90, 1993–94
- DFB-포칼: 2000–01, 2001–02
- DFB-리가포칼 준우승: 2001

### 국가대표팀
- FIFA 월드컵:
  - 우승: 1990
  - 준우승: 1986